# Celle Varazze F.B.C.
La S.S.D. A.R.L. Celle Varazze F.B.C. è una società calcistica che rappresenta i comuni di Celle Ligure e Varazze, in provincia di Savona. 
Costituita nel 2022 dalla fusione tra le società Varazze 1912 Don Bosco e Celle Riviera Calcio, nella stagione 2025-2026 milita in Serie D, quarta divisione del sistema calcistico italiano.

## Storia
La società nasce nel 1912 come Varazze FBC, partecipando ad attività di tipo polisportivo fino al 1932, quando ottiene l'affiliazione alla F.I.G.C., partecipando al campionato di Terza Divisione nella stagione successiva. Negli anni quaranta partecipa, in due riprese, a quattro campionati di Serie C, gli unici tuttora disputati in terza serie, dopodiché si stabilizza tra Promozione e Prima Categoria, con due apparizioni nel massimo campionato dilettantistico nelle stagioni 1958-1959 e 1984-1985. Da segnalare la militanza in nerazzurro, sia nel settore giovanile sia nella prima squadra (stagione 1967-68), di Giuseppe Recagno.
Negli anni novanta avviene una fusione con un'altra squadra locale, il G.S. Don Bosco Varazze (in cui aveva militato Maurizio Turone), che ha portato alla denominazione Varazze 1912 Don Bosco. In occasione della fusione i colori storici sociali (neroazzurri) sono stati affiancati al giallo dei Salesiani. L'attività prosegue alternandosi tra i campionati di Eccellenza, Promozione e Prima Categoria.
Nell'estate 2013 il Varazze Don Bosco rileva il titolo sportivo della Polisportiva Sassello, garantendosi il diritto di disputare il campionato di Promozione. Nello stesso campionato la squadra si salva ai play-out contro il San Cipriano di Genova, ma l'anno successivo, ai play-out contro il Borzoli, viene sconfitta e retrocede in Prima Categoria. Nella stagione 2015-2016 ottiene un'immediata promozione ai play-off contro la Ronchese. Tale vittoria gli permette di partecipare al campionato di Promozione nella stagione seguente che, nata sotto buoni auspici, a causa di una serie di inconvenienti e rivoluzioni a livello societario, termina con una nuova retrocessione.
Il campionato 2017-2018, che ha visto il Varazze Don Bosco protagonista nel girone C della Prima Categoria Ligure, verrà ricordato per la fantastica cavalcata compiuta dalla squadra. Ultima alla 8ª giornata con 4 punti, ha inanellato una serie di vittorie consecutive che le hanno permesso di raggiungere la testa della classifica e vincere il girone, tornando di diritto in Promozione. Nella stagione 2019-2020, sospesa e poi definitvamente interrotta a causa della pandemia di COVID-19, conquista il terzo posto e viene ammessa, tramite ripescaggio, al successivo campionato di Eccellenza. 
Al termine della stagione 2021-2022, conclusasi con la retrocessione in Promozione, avviene la fusione tra il Varazze Don Bosco ed il Celle Riviera Calcio, militante in Promozione ed anch'essa retrocessa nel campionato appena terminato. Viene così creata la nuova società Celle Varazze FBC, avente come colori sociali il bianco e il blu. Il nuovo allenatore è Luca Monteforte, protagonista, tra le altre, del doppio salto di categoria dell'Albissole poche stagioni prima; dopo un settimo posto nel girone A della Promozione nella stagione 2022-2023, il secondo posto con conseguente vittoria dei play-off nell'annata successiva certifica la promozione in Eccellenza. Per la stagione 2024-2025 viene scelto come allenatore Enrico Valmati, ma dopo qualche tentennamento nelle prime uscite stagionali la dirigenza opta per l'esonero in favore di Mario Pisano. La scelta si rivela azzeccata, poichè i biancoblù recuperano posizioni in classifica e grazie a un girone di ritorno da imbattuti (14 vittorie ed un pareggio) scavalcando la capolista Rivasamba ed assicurandosi la partecipazione al massimo campionato dilettantistico per la stagione 2025-2026.

## Società

### Organigramma societario
- Umberto Camogli - Presidente
- Alberto Pescetto - Vicepresidente
- Stefania Villa - Direttore generale
- Umberto Barletta - Direttore sportivo
- Lorenzo Perelli - Responsabile del settore giovanile

## Allenatori
- 1912-1940 ??
- 1940-1942  Mario Toselli
- ???  Felice Pelizzari
- 1957-1958  Giuseppe Traverso
 Giusto
- 1958-19??  Giovanni Riccardi
- 19??-1966 ??
- 1966-1968  Erino Giorgi
- 1968-1969  Giuseppe Recagno
- 1969-1970  Erino Giorgi e Luciano Salamini
- 1970-1974 ??
- 1974-1975  Giuseppe Recagno
- 1975-1982 ??
- 1982-1983  Aldo Lupi
- 1983-1985 ??
- 1985-1986  Antonio Marcolini
- 1986-1987 ??
- 1987-1988  Aldo Lupi
- 1988-1991 ??
- 1991-1992  Sergio Tanganelli
- 1992-1993  Aldo Lupi
- 1993-2003 ??

- 2003-2005  Derio Parodi
- 2005-2006  Maurizio Podestà
- 2006-2010 ??
- 2010-2011  Graziano Pastine
- 2011-2013 ??
- 2013-2014  Alberto Corradi
- 2014-2015  Maurizio Damonte
- 2015-2016  Maurizio Damonte
 Ivano Ceppi
- 2016-2017  Ermanno Carrea
 Pierluigi Lepore
 Sergio Gracchi
- 2017-2018  Gerolamo Calcagno
- 2018-2020  Luca Calcagno
- 2020-2021  Gianni Berogno
- 2021-2022  Gianni Berogno
 Maurizio Damonte (ad interim)
 Paolo Mazzocchi
- 2022-2024  Luca Monteforte
- 2024-2025  Enrico Valmati
 Mario Pisano
- 2025-  Mario Pisano

## Palmarès

### Competizioni regionali
- Eccellenza: 1

2024-2025
- Campionato Nazionale Dilettanti: 1

1957-1958 (girone A)
- Promozione: 2

1983-1984 (girone A), 2003-2004 (girone A)
- Prima Categoria: 3

1997-1998 (girone B), 2000-2001, 2017-2018 (girone C)

## Statistiche

### Partecipazioni ai campionati
| Livello | Categoria | Partecipazioni | Debutto   | Ultima stagione | Totale |
| ------- | --------- | -------------- | --------- | --------------- | ------ |
| 3º      | Serie C   | 4              | 1940-1941 | 1947-1948       | 4      |
| 4º      | Serie D   | 6              | 1948-1949 | 2025-2026       | 6      |